# Numeira
Numeira (o an-Numayra) és un jaciment arqueològic de Jordània a prop del sud de la mar Morta, que conté importants restes de l'edat del bronze antic.
Es troba a 280 m per sota del nivell de la mar, a la riba de la mar Morta.
Numeira és també el nom del riu la vall (uadi) adjacent al jaciment. El riu erosiona significativament el jaciment, i potser ha destruït la meitat de l'assentament originari a causa de canvis en el seu curs.(3)

## Identificació
S'ha argumentat que Numeira s'acosta a la suposada ciutat bíblica de Gomorra, tot i que hi ha arqueòlegs que argumenten que era un llogaret en un lloc oposat a una ciutat important i no és dins el període designat.

## Arqueologia
Numeira fou habitada durant l'edat del bronze, i hi ha indicis que era una colònia de Bab edh-Dhra, com ara la manca de tombes a la rodalia de Numeira, i la de ceràmica que els habitants soterraren amb els seus morts fora de Bab edh-Dhra, a uns 13 km al sud de Bab edh-Dhra. Si no és una colònia directa, les restes de ceràmica indiquen que les dues ciutats comerciaven entre si.
Les dates de radiocarboni situen l'assentament en el segle III abans de la nostra era. L'habitabilitat del lloc abasta uns 250 anys o 10-12 generacions. Numeira fou violentament destruïda a finals del segle III ae (2300 ae) i no es reocupà mai.(3) Això són 200 anys abans de la data actual acceptada per a la destrucció de Sodoma.
Les excavacions indiquen que Numeira era un assentament emmurallat de 0,5 hectàrees, tot i que podria haver tingut el doble de grandària del que en veiem hui. Només se n'ha excavat el 30% (al voltant de 1.500 metres quadrats) entre 1979 i 1983.(5) L'assentament era a la riba sud del Wadi Numeira.(2)
En la fase 1a es van construir bancs de pous revestits al voltant d'àrees quadrades no utilitzades. Es creu que eren pous d'emmagatzematge al voltant d'una botiga familiar. En l'etapa 1b hi hagué més pous i parets, llars i evidència d'un estil de vida més sedentari. La fase 2 feu murs de fortificació i arquitectura residencial i no residencial de pedra i tova. Una àrea no domèstica se'n va situar a la porta occidental.(5) L'etapa final de l'ocupació sembla haver estat una ciutat molt més petita que desaparegué quan la ciutat fou incendiada i una de les torres de fortificació s'esfondrà.(5) Moltes de les portes de la ciutat en aquest moment semblen haver estat bloquejades.(3)